# Фрикционный барабан
Эта статья — о музыкальном инструменте. О техническом термине необходима другая статья.

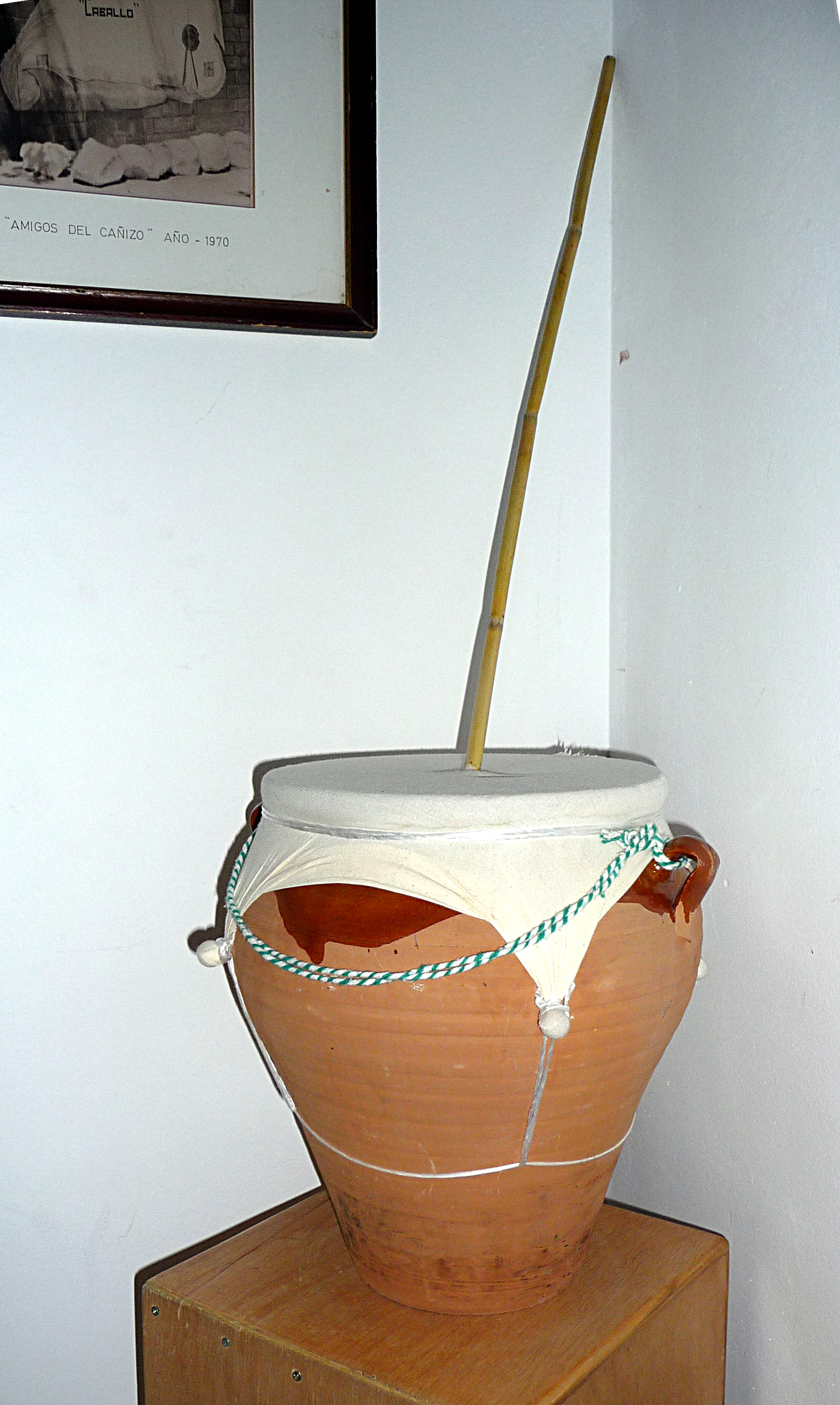
Испанский фрикционный барабан

Фрикционный барабан — инструмент, звук которого извлекается трением пальцами, тряпочкой, веревкой о мембрану, натянутую на полый корпус, например — глиняный горшок.
Чтобы изменить высоту звука, на мембрану можно давить пальцем.

## Примеры фрикционных барабанов
- Куика (порт. cuíca) — Бразилия
- Бугай — Украина, Молдова, Румыния
- Гусачок — Россия
- Петаду (фр. petadou) — юг Франции[2]
- Путипу (итал. putipù) — итальянский инструмент, распространён на юге страны, особенно в окрестностях Неаполя.
- По принципу фрикционного барабана работает манок на лося, прежде всего самодельные манки, изготовляемые из металлической банки и лески, но также существуют профессиональные манки той же конструкции.